# Инцидент с Boeing 737 в Бербанке
Инцидент с Boeing 737 в Бербанке — авиационная авария, произошедшая вечером 5 марта 2000 года. Авиалайнер Boeing 737-3T5 авиакомпании Southwest Airlines выполнял внутренний рейс WN1455 по маршруту Лас-Вегас—Бербанк, но после посадки в пункте назначения выкатился за пределы взлётной полосы и остановился на улице около бензозаправочной станции. Никто из находившихся на борту самолёта 142 человек (137 пассажиров и 5 членов экипажа) не погиб, но 44 из них получили ранения. Погибших и раненых на земле не было.
Инцидент с рейсом 1455 стал первым происшествием в истории авиакомпании Southwest Airlines.

## Самолёт
Boeing 737-3T5 (регистрационный номер N668SW, заводской 23060, серийный 1069) был выпущен в 1984 году (первый полёт совершил 21 декабря). 29 января 1985 года был передан авиакомпании Orion Airways, в которой получил бортовой номер G-BLKB. 26 января 1989 года перешёл в авиакомпанию Britannia Airways, объединившуюся с Orion Airways. 11 апреля 1993 года был продан авиакомпании Morris Air (борт N753MA). 10 июня 1996 года был куплен авиакомпанией Southwest Airlines и его бортовой номер сменился на N668SW. Оснащён двумя турбовентиляторными двигателями CFM International CFM56-3B1.

## Экипаж
Состав экипажа рейса WN1455 был таким:
- Командир воздушного судна (КВС) — 52-летний Хоуард Б. Петерсон III (англ. Howard B. Peterson III). Очень опытный пилот, проходил службу в ВВС США. Работал в авиакомпаниях United Airlines, Wien Air Alaska и Coleman Air Transport. В авиакомпании Southwest Airlines проработал 11 лет и 7 месяцев (с 7 июля 1988 года). Управлял самолётами Gulfstream G159, Convair CV-240, -340 и -440. Налетал свыше 11 000 часов, свыше 9870 из них на Boeing 737 (5302 из них в должности КВС).
- Второй пилот — 43-летний Джеффри Д. Эрвин (англ. Jeffrey D. Erwin). Опытный пилот, также (как и КВС) проходил службу в ВВС США. В авиакомпании Southwest Airlines проработал 3 года и 3 месяца (с 14 ноября 1996 года). Налетал 5022 часа, 2522 из них на Boeing 737.

В салоне самолёта работали трое бортпроводников.

## Расследование
Расследование причин инцидента с рейсом WN1455 проводил Национальный совет по безопасности на транспорте (NTSB).
Окончательный отчёт расследования был опубликован 26 июня 2002 года.